# 扎姆法拉州鉛毒案

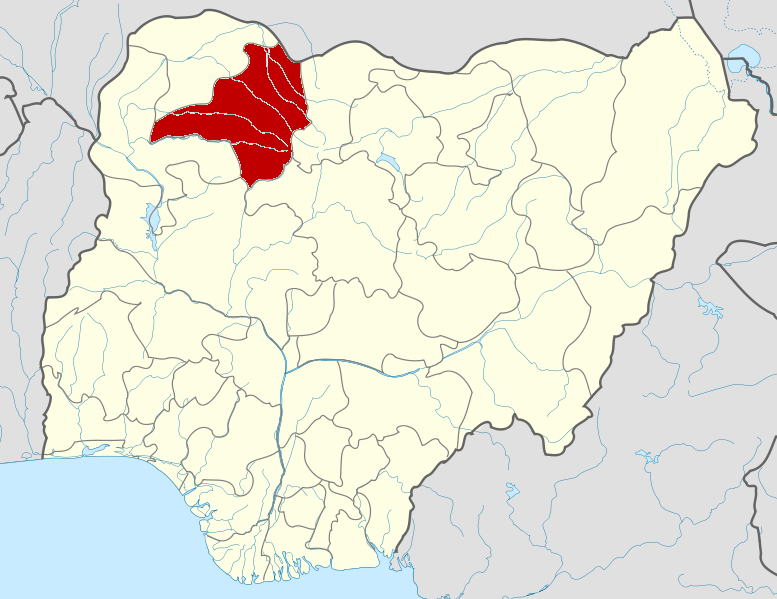
扎姆法拉州所在地

扎姆法拉州鉛毒案是指在2010年3月至6月期間發生在尼日利亞扎姆法拉州的一連串鉛中毒事件。迄今為止已造成355人中毒， 高達46%的死亡率
——163人死亡， 當中111人為小孩。

## 事件經過
在進行一份年度免疫計劃時揭露了這一起事件。收集數據時，唯獨在扎姆法拉州的偏遠農村的兒童人口為零，這引起了當地衛生部門的懷疑。 這些村落的共同特點是大量非法開採金礦。村民們當初只認為與當地肆虐的瘧疾有關，直至無國界醫生為這些死去的兒童進行檢驗時，才發現他們的血液內都有高濃度的鉛。英國廣播公司相信在開採過程中對水源的污染是加劇這次事件的主要原因。
普遍認為是次事件與當地活躍的採金活動有關。當地村民隨意把石塊帶回家自行開採。過程中含有高鉛濃度的石塊被胡亂棄置，使當地泥土的鉛濃度不斷上升。 除此之外，接觸過被鉛污染的工具及食水也令更多人受害。 當地政府為控制疫情，即時嚴控任何非法開採，並正在當地進行清洗，此外也撤離了部分村落的民眾。 發病數字在4月期間已大幅下降一半。
當前急務是盡快完成在當地的清潔工作。因為一旦雨季來臨，污染物便會隨雨水廣泛擴散。雖然如此，但部分村落的交通不便及當地穆斯林不容許男性進入部分地區也延緩了工作的進度。 有關於非法開採引致鉛毒的教育工作也正積極開展中。
這些死者來自不同的村落。5個位於安卡及本古杜的地方政府區域的村落影響最為嚴重。 目前這五條村落的村民已被疏散到其他地區。
當地的衛生部門已建立了兩個治療中心去應對這次事件。 無國界醫生也正積極提供協助。